# Supernatural: The Animation
Pour l’article homonyme, voir Supernatural.
Supernatural: The Animation (スーパーナチュラル・ザ・アニメーション, Sūpānachuraru za animēshon) est une série d'animation japonaise en 22 épisodes de 20 minutes basée sur l'histoire de la série télévisée américaine Supernatural d'Eric Kripke, créée par Shigeyuki Miya et Atsuko Ishizuka, diffusée simultanément depuis le 23 février 2011 au Japon et aux États-Unis.
Cette série est inédite dans les pays francophones.

## Synopsis
Sam et Dean Winchester sont deux frères exerçant le métier de « chasseur de fantômes » et autres créatures. Ils parcourent les différents états fédéraux des États-Unis, dans le but de retrouver leur père, leur unique famille restant à la suite de la mort de leur mère dans de mystérieuses circonstances.
Au fil de leurs aventures, ils vont devoir faire face à des monstres en tous genres, du fantôme au métamorphe.

## Personnages

### Personnages principaux
- Sam Winchester

C'est le frère cadet de Dean. Étudiant à la fac, il va devoir abandonner ses études pour aider son frère dans sa chasse aux monstres. À la recherche de leur père, ils vont devoir faire face à des situations dangereuses. D'un naturel calme, posé, sérieux, il renferme une profonde blessure à la suite de la mort de sa mère morte sous ses yeux alors qu'il était bébé. Puis à la mort de sa petite amie qu'il a vu prendre feu au-dessus de son lit. Peu à peu, Sam semble révéler des pouvoirs prémonitoires.
- Dean Winchester

C'est le frère ainé de Sam. Initié dès son plus jeune âge au métier de « chasseur de fantômes », il va demander de l'aide à Sam pour retrouver leur père. Tous deux vont devoir affronter des situations inimaginables. Contrairement à son frère, Dean est d'un caractère jovial, appréciant la compagnie de jolies femmes. La famille a une grande importance à ses yeux.

### Personnages récurrents
- Mary Winchester

C'est la mère de Sam et Dean. Un soir, dans sa maison, elle est brûlée vive. Celle-ci, ne pouvant se résoudre à quitter la maison familiale, y vit toujours en tant qu'esprit. Elle doit chasser les poltergeists attirés par l'énergie négative de son meurtrier. Après avoir revue ses enfants, elle peut enfin partir.
- John Winchester

C'est le père de Sam et Dean. Après la mort de sa femme, il se lance dans la chasse aux fantômes et autres créatures tout en cherchant à retrouver le meurtrier de sa femme. Il est accompagné de Dean mais finira par disparaître sans laisser la moindre trace. Il guidera ses fils en leur laissant un livre où sont répertoriés tous les monstres et les moyens de les vaincre.
- Bobby Singer

C'est un ami de John Winchester. Il vient en aide aux Winchesters pour les extirper d'un mauvais pas. Il possède un garage où les frères Winchester s'y rendent pour réparer leur Chevrolet Impala 1967. Les connaissances de Bobby Singer sur les démons sont immenses.
- Meg Masters

Elle deviendra l'ennemie des Winchester. Au départ, c'était une fille dont la santé fragile devait la conduire à une mort certaine. Mais sa mère, une chrétienne très croyante, a décidé de vendre son âme au diable en échange de la vie sauve pour sa fille. Après que sa mère se fasse tuer par Bobby Singer en lui tirant deux balles dans le corps, Meg Masters finira elle aussi par être habitée par un esprit démoniaque.
- Jessica Moore

C'est la petite amie de Sam. Cependant, elle sera tuée dans d'étranges conditions, similaire à la mort de la mère des frères Winchester.
- Missouri Mosely

C'est une médium qui fut contactée par John Winchester pour trouver l'esprit qui a tué sa femme. Sam et Dean feront de nouveau appel à elle pour déterminer quel genre d'esprit hante leur ancienne maison.
- Jason

C'est un chasseur de vampires sadique. Il prend plaisir à tuer et n'a ni amis ni ennemis. Seul le meurtre l'intéresse.

### Personnages secondaires
- Katherine Boyle

C'est l'inspecteur qui aidera les frères dans l'affaire des meurtres du polymorphe. Il s'avérera que cette affaire lui tient à cœur. Son amie d'enfance compte parmi les victimes. (épisode 1)
- Molly

C'est une jeune femme fantôme ignorant sa propre mort. Depuis un accident de voiture survenu 15 ans plus tôt, elle réapparait chaque année, le même jour (22 février) sur la route 41 suppliant les conducteurs de l'aider à retrouver son mari. Aidée par les frères Winchester, elle comprendra ce qui lui est arrivée. (épisode 2)
- Jonah Greeley

C'est un fantôme qui tient à se venger de Molly. Perturbée par son mari, elle lui a roulé dessus en voiture. Molly et Jonah, tous deux décédés, réapparaissent chaque année, le 22 février, date de leur mort. Par haine, Jonah pourchasse Molly pour le lui faire payer quitte à entraîner des innocents. Son corps sera brûlé par les frères Winchester. (épisode 2)
- Marion Greeley

C'est la femme de Jonah. Dans l'espoir de retrouver son époux, elle a mis fin à ses jours. Bien décidée à faire payer Molly, elle revient sous forme de fantôme mais sera vaincu par les frères Winchester. (épisode 2)
- Jenny Tucker

C'est une mère de deux enfants, Sari et Richie, vivant dans l'ancienne maison des Winchester. Sam développant des pouvoirs, comprend que Jenny et sa famille sont en danger car des esprits mauvais y sèment la terreur. Jenny va peu à peu comprendre que sa maison est hantée. (épisode 3)
- Sari Tucker

C'est la fille de Jenny. Elle est terrifiée par l'esprit de feu dans son placard. (épisode 3)
- Michael

C'est le chef en second de la police, il sort Sam et Dean de prison. Il les aidera ensuite à combattre le fantôme qui hante sa ville mais il perd la vie. (épisode 4)
- Rod

C'est le frère aîné de Michael et le capitaine de la police. Ayant commis une bavure impliquant la mort d'un innocent, il tente de faire accuser les frères Winchester. (épisode 4)
- Ryan

C'est un vampire adolescent qui aspire à devenir fort. Dean s'occupera de lui. Il est souvent pris de migraines due à sa condition de vampire. (épisode 5)

## Épisodes
La série est composée de 22 épisodes.
1. Mou Hitori no Jibun: The Alter Ego
2. Shi e no Drive: Roadkill
3. Hajimari no Basho: Home
4. Highway no Bourei: Ghost on the Highway
5. Yajuu no Chi: Savage Blood
6. Chi Mamire Mary: Till Death Do Us Part
7. Akuma no Yuuwaku: Temptation of the Demon
8. Eien no Ai: Everlasting Love
9. Vegas no Kami-sama: The Spirit of Vegas
10. Gekkou: Moonlight
11. Akumu Futatabi: Nightmare
12. Kodoku na Senshi: Darkness Calling
13. Mizu ni Sumu Mono: What Lives in the Lake
14. Saikai: Reunion
15. Akuma no Wana: Devil's Trap
16. Wakare: In My Time of Dying
17. You ga Noboru Basho: Rising Son
18. Jigoku no Ryouken: Crossroad
19. Okubyoumono: Loser
20. Mou Hitotsu no Sekai: What Is and What Should Never Be
21. Erabareshi Mono-tachi (Zenpen): All Hell Breaks Loose, Part 1
22. Erabareshi Mono-tachi (Kouhen): All Hell Breaks Loose, Part 2

## Doublage
| Personnages     | Voix              | Voix                       |
| Personnages     | japonaises        | anglaises                  |
| --------------- | ----------------- | -------------------------- |
| Sam Winchester  | Yūya Uchida       | Jared Padalecki            |
| Dean Winchester | Hiroki Touchi     | Jensen Ackles (2 épisodes) |
| John Winchester | Mabuki Andou      |                            |
| Mary Winchester | Takaya Hashi      |                            |
| Bobby Singer    | Takashi Taniguchi |                            |
| Andy            | Gackt Camui       |                            |
| Meg Masters     | Nana Mizuki       |                            |
| Jessica Moore   | Mie Sonozaki      |                            |

En raison de conflit d'horaire, Jensen Ackles prête sa voix dans les deux derniers épisodes. Celle de Andrew Farrar est entendue dans les vingt premiers.

## Commentaires
L'histoire de la série d'animation est centrée sur les deux premières saisons de la série télévisée Supernatural, incluant des histoires et scènes inédites.

## Musique
Le titre du générique est Carry On Wayward Son. Reprise du groupe Kansas, il est interprété par Naoki Takao. La chanson occupée à la fin de cet anime appelé In My Head a été composé par le chanteur Jung Yong Hwa du groupe sud-coréen CN Blue.